# ERTMS

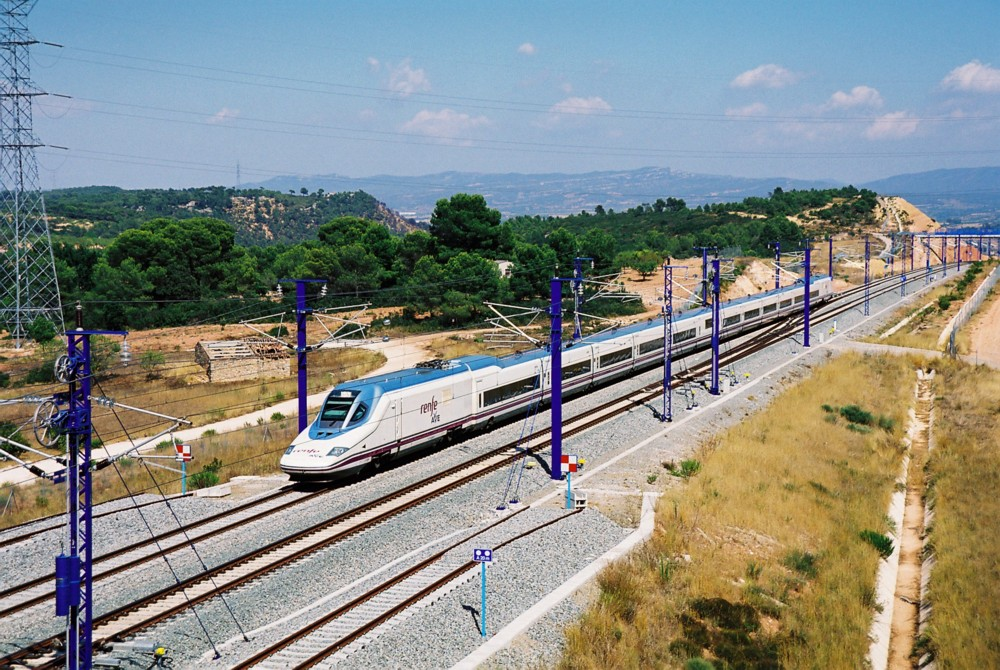
La línia d'alta velocitat Madrid-Barcelona està equipada amb ERTMS.

El sistema europeu de gestió del trànsit ferroviari, més conegut per les seves sigles  ERTMS (European Rail Traffic Management System) és una iniciativa de la Unió Europea realitzada per garantir la interoperabilitat de les xarxes ferroviàries europees, creant un únic estàndard per a tota la xarxa comuna.
L'objectiu final és que totes les línies europees formin una única xarxa, i que un tren pugui circular lliurement al llarg dels diferents països de la Unió Europea, cosa que actualment no és possible a causa de les diferències en ample, electrificació i sistemes tecnològics que existeixen entre les xarxes de cadascun dels països comunitaris.

## Components del sistema
En l'actualitat el sistema ERTMS es compon de dos subsistemes que permeten la interoperatibilitat dels trens: l'ETCS, dedicat al control de seguretat de la circulació dels trens, i el GSM-R, dedicat a la comunicació per ràdio amb els trens.
L'ETCS (Sistema europeu de control del trànsit) és un sistema de control que permet evitar que un tren superi la velocitat màxima establerta o superi senyals que indiquen parada, molt similar als sistemes d'alarma automàtics ja instal·lats en molts països europeus. Aquest sistema disposa de diversos nivells, que usualment s'anomenen també com a part de la designació del sistema ERTMS. Així, si una línia disposa d'un ETCS de nivell 1, també s'anomena usualment a l'ERTMS de la línia com de nivell 1.
El GSM-R s'encarrega de la transmissió de veu i dades entre el tren i les instal·lacions fixes. Aquest sistema és similar als sistemes GSM públics quant a arquitectura de xarxa, però utilitza una banda de freqüències separada i proporciona serveis exclusius per a l'àmbit ferroviari: trucades de grup, trucades d'emergència, numeració funcional, etc.

## Implantació

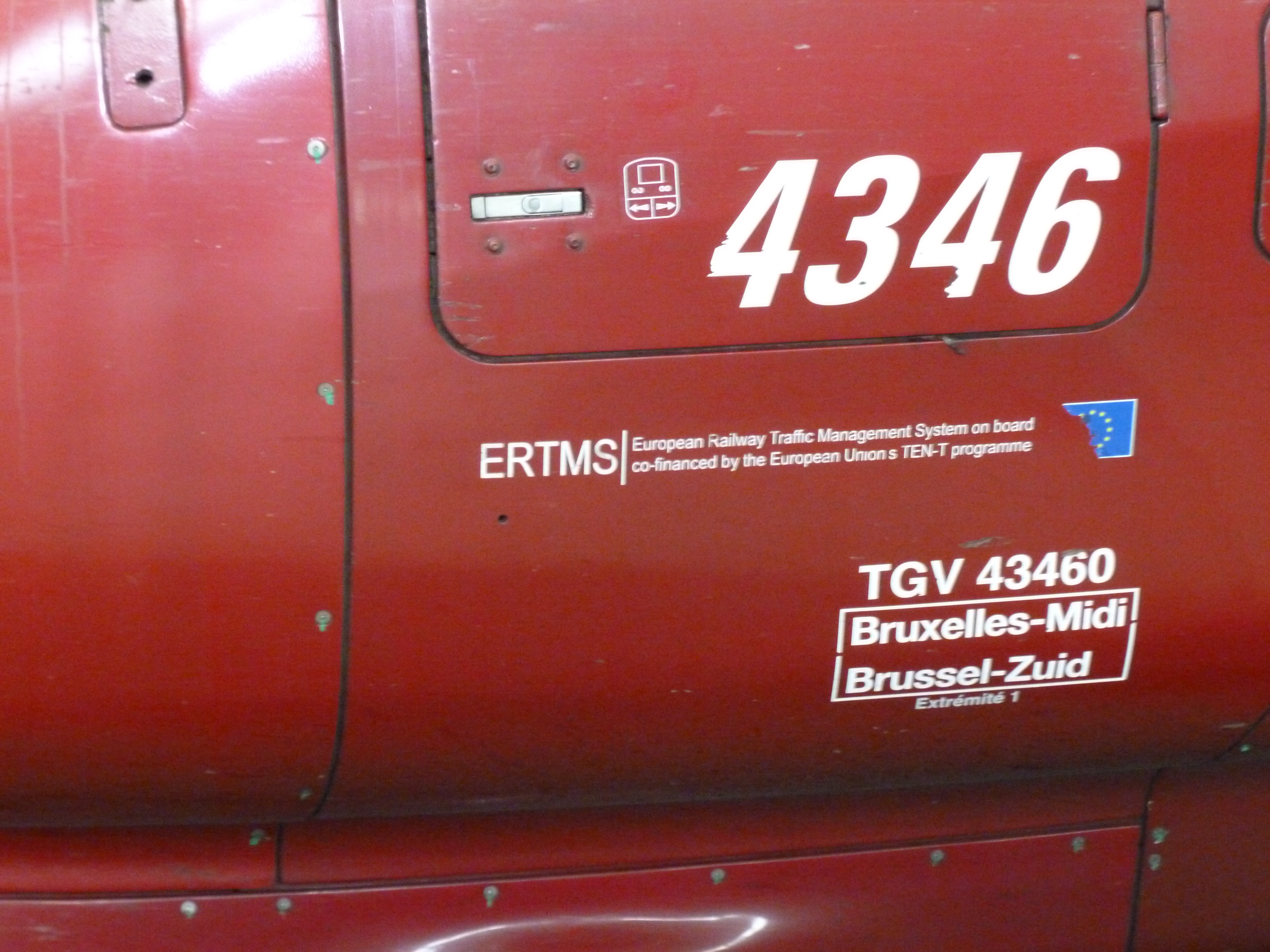
Inscripció d'ús del sistema ERTMS en un tren Thalys.

La implantació és progressiva en les línies europees, i s'inicia per aquelles línies que tenen més potencial per al tràfic internacional. També s'ha instal·lat en algunes línies sense trànsit internacional a causa del fet que en ser un sistema de nova implantació té un desenvolupament tecnològic que permet majors prestacions que els diferents sistemes nacionals anteriorment utilitzats.
Les primeres circulacions comercials amb ERTMS foren les següents:
- 22 de gener de 2006. Primeres circulacions comercials (4 ETR 500 per sentit) amb ETCS nivell 2 i 300 km/h a la LAV Roma - Nàpols. A partir del 17 de setembre de 2006 es passa a 7 trens per sentit.
- 19 de maig de 2006. Comencen a circular els AVE sèrie 102 a 250 km/h amb ETCS nivell 1 entre Madrid i Lleida. Són les primeres circulacions a aquesta velocitat amb ETCS nivell 1. Els altres trens d'aquesta línia segueixen circulant amb ASFA200.
- 2 de juliol de 2006. Comencen les circulacions comercials amb ETCS nivell 2 en la LAV línia Mattstetten-Rothrist (tram de 45 km entre Berna i Zurich): cada nit unes 12 circulacions a partir de les 22:30. La velocitat màxima és de 160 km/h. Encara restringida en l'horari, es tracta de la primera circulació comercial amb ETCS Nivell 2 i amb trens de diversos tipus i fabricants. El 22 de juliol de 2006 s'amplia l'horari, passant a començar a les 21:30, amb el que són uns 20 trens al dia els que circulen amb ETCS nivell 2.
- 16 d'octubre de 2006. ADIF permet la circulació entre Madrid i Lleida a 280 km/h amb ETCS nivell 1.
- 24 d'octubre de 2011. ADIF permet la circulació de trens AVE a 310 km/h a la LAV Madrid-Barcelona a causa de la implantació del ETCS nivell 2.